# Erich Tamm
Erich Tamm (* 8. März 1911 in Berlin; † 24. Mai 1988) war ein deutscher Politiker (KPD/SED) und Widerstandskämpfer. Er war maßgeblich am Aufbau des Volksbuchhandels in der DDR beteiligt und leitete die Berliner Buchhandelsgesellschaft.

## Leben
Tamm arbeitete als Maschinenarbeiter und Händler. 1925 trat er dem Kommunistischen Jugendverband Deutschlands, dem Roten Jungsturm sowie dem Deutschen Metallarbeiterverband bei. 1929 wurde er Mitglied der KPD sowie der KPD-nahen Organisationen Rote Hilfe Deutschlands, Internationale Arbeiterhilfe, Revolutionäre Gewerkschafts-Opposition und Bund proletarischer Freidenker.

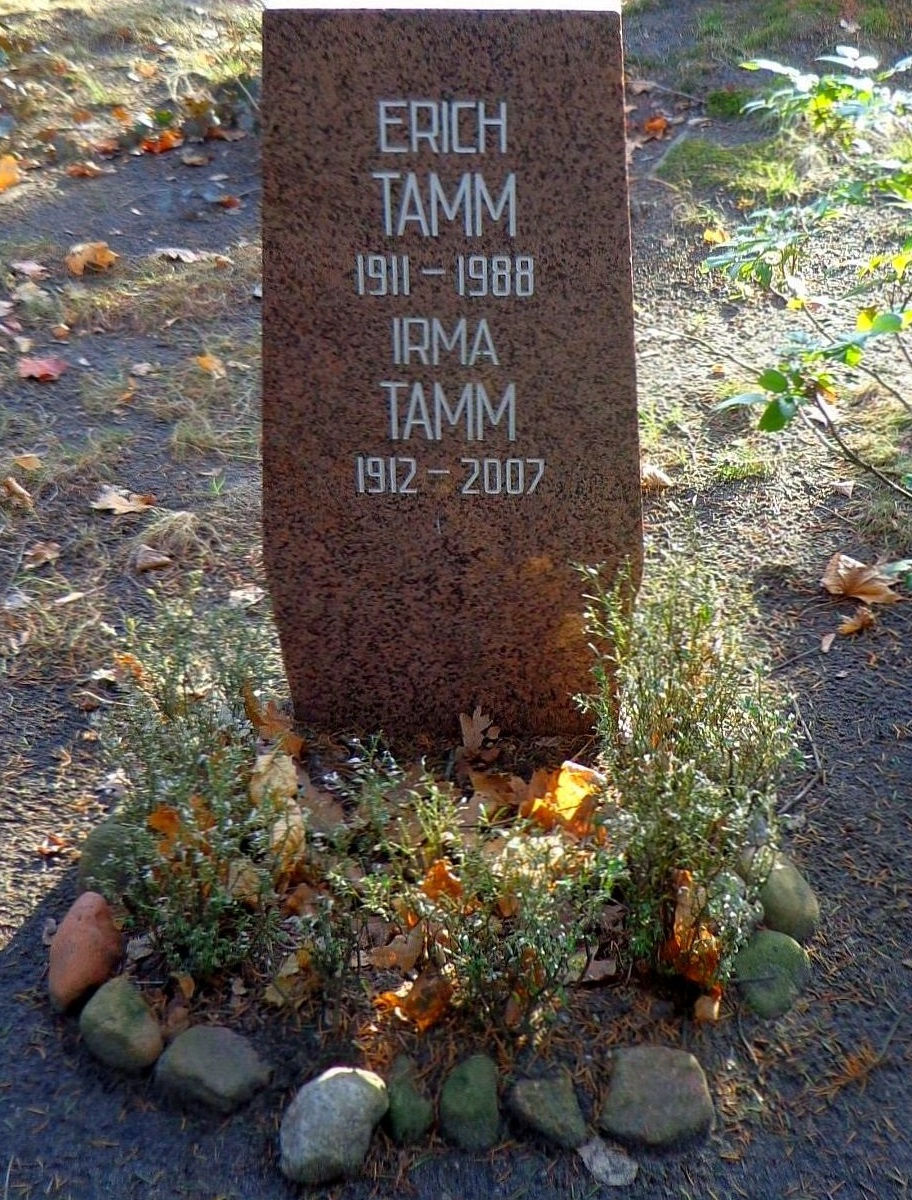
Grabstätte

Nach der „Machtergreifung“ durch die Nationalsozialisten 1933 gehörte Tamm dem kommunistischen Widerstand an. Er wurde verhaftet und war im Zuchthaus Brandenburg inhaftiert. Während des Zweiten Weltkrieges musste er im Strafbataillon 999 Kriegsdienst leisten. 
Nach Rückkehr aus der Kriegsgefangenschaft trat Tamm der SED bei und war aktiv am Aufbau und der Entwicklung des Volksbuchhandels in der DDR beteiligt. Ab 1954 war er Leiter der Berliner Buchhandelsgesellschaft sowie Direktor der Berliner Karl-Marx-Buchhandlung. Er war zudem Mitglied des Vorstands des Börsenvereins der Deutschen Buchhändler Leipzig. 
Von 1958 bis 1963 war er Kandidat, dann Mitglied der Zentralen Revisionskommission der SED.
Seine Urne wurde in der Grabanlage Pergolenweg des Berliner Zentralfriedhofs Friedrichsfelde beigesetzt.

## Schriften
- 15 Jahre DDR – 15 Jahre Berliner Volksbuchhandel. In: Börsenblatt für den deutschen Buchhandel (Leipzig), Jahrgang 131 (1964), S. 648–652.

## Auszeichnungen
- Vaterländischer Verdienstorden in Silber (1961) und in Gold (1976)
- Ehrenspange zum Vaterländischen Verdienstorden in Gold (1981)[1]
- Banner der Arbeit (1971)
- Karl-Marx-Orden (1986)